# Кронекер делта функција
У математици, Кронекер делта или Кронекерова делта, названа по Леополду Кронекеру (1823-1891), је функција две променљиве, обично два цела броја, која узима вредност 1 уколико су бројеви исти, а 0 у супротном. Тако, на пример, {\displaystyle \delta _{12}=0}, а {\displaystyle \delta _{33}=1}. Означава се као симбол δ, и више се користи као нотацијска скраћеница, него као функција.
{\displaystyle \delta _{ij}=\left\{{\begin{matrix}1,&i=j\\0,&i\neq j\end{matrix}}\right.}
Често се користи и нотација {\displaystyle \delta _{i}}.
{\displaystyle \delta _{i}=\left\{{\begin{matrix}1,&i=0\\0,&i\neq 0\end{matrix}}\right.}

## Својства Кронекер делта функције
Кронекер делта функција поседује својство тзв. просејавања за {\displaystyle j\in \mathbb {Z} }, такво да је:
{\displaystyle \sum _{i=-\infty }^{\infty }\delta _{ij}a_{i}=a_{j}.}
Ово својство је слично једном од главних својстава Диракове делта функције:
{\displaystyle \int _{-\infty }^{\infty }\delta (x-y)f(x)dx=f(y),}
а, заправо, Диракова делта функција је и названа по Кронекер делта функцији због овог својства.
Кронекер делта функција се користи у многим областима математике. На пример, у линераној алгебри, јединична матрица се може писати као {\displaystyle \delta _{ij}\,}, док ако се посматра као тензор, Кронекер тензор, може се обележити као {\displaystyle \delta _{i}^{j}} са контраваријантним индексом j.

## Проширења Кронекер делта функције
На исти начин, можемо дефинисати аналогну, вишедимензионалну функцију више променљивих
{\displaystyle \delta _{i_{1}i_{2}...i_{n}}^{j_{1}j_{2}...j_{n}}:=\prod _{k=1}^{n}\delta _{i_{k}j_{k}}.}
Ова функција узима вредност 1 ако и само ако сви горњи индекси имају исту вредност као одговарајући доњи, а 0 у супротном.